# 루빈군

돌니실롱스크주 지도에 표시된 루빈군의 위치

루빈군(폴란드어: powiat lubiński)은 폴란드 돌니실롱스크주에 위치한 군으로 군청 소재지는 루빈이며 면적은 711.99km2, 인구는 106,211명(2019년 6월 30일 기준), 인구 밀도는 150명/km2이다.
북쪽으로는 그워구프군, 북동쪽으로는 구라군, 동쪽으로는 보우프군, 남쪽으로는 레그니차군, 북서쪽으로는 폴코비체군과 접한다. 4개 지방 자치체(1개 도시, 1개 도시형 농촌, 2개 농촌)를 관할한다.

군기
군 문장